# تهاجم (فیلم ۲۰۰۷)
تهاجم (به انگلیسی: invasion) نام فیلمی از الیور هیرشبیگل با بازی نیکول کیدمن و دنیل کریگ است که در سال ۲۰۰۷ منتشر شد.

## خلاصه داستان
یک سفینه فضایی در راه بازگشت به زمین منفجر می‌شود و اجزا متلاشی شده آن حامل ویروسی ناشناخته‌است که موجب تغییر ساختاری در DNA انسانها می‌شود. در واشینگتن روانشناسی به نام کارول بنل متوجه این تغییرات در زندگی یکی از بیمارانش و همسر سابقش می‌شود و …

## شخصیت‌ها
| بازیگر      | نقش        |
| ----------- | ---------- |
| نیکول کیدمن | کارول بنل  |
| دنیل کریگ   | بن دریسکول |
| جکسون باند  | الیور      |